# 成瀬隆蔵
成瀬 隆蔵（なるせ りゅうぞう、旧字体：成󠄁瀨 隆󠄁藏、1857年1月18日（安政3年12月23日） - 1942年（昭和17年）2月1日）は、明治期の実業家、教育者。高等商業学校（現・一橋大学）教頭兼幹事、大阪商業学校（現・大阪公立大学）校長、三井家同族会主事・書記長、三井合名会社理事、如水会創立委員長を歴任。別名、正忠。

## 経歴
本姓は静岡藩士川村氏。江戸生まれ。家は旗本成瀬家。明治維新後静岡に戻り、1871年（明治4年）に沼津兵学校を卒業後、工部省燈台寮技術見習となった。
その後1875年（明治8年）に慶應義塾に入学するが、転学し、商法講習所（現・一橋大学）で森島修太郎とともにウィリアム・コグスウェル・ホイットニーに師事し、1877年（明治10年）に1期生として卒業。同年矢野二郎校長の推薦により商法講習所助教心得に就任。翌1878年（明治11年）、辞職した同期の森島の後任として助教に就任。
1884年（明治17年）、商法講習所から改称された東京商業学校の教諭兼幹事に就任。1886年（明治19年）、同校教諭兼幹事兼教頭となる。
東京商業学校が改組されてできた旧制高等商業学校（現・一橋大学）でも教頭兼幹事を務め、1889年（明治22年）から商業教育調査のためアメリカ合衆国やヨーロッパ諸国を巡り、パリ万国博覧会では教育部審査官を務め、フランス政府より記章及び金杯を受けた。1890年（明治23年）には同期の森島とともに高等商業学校教授に任じられ、奏任官三等に叙された。
1892年（明治25年）、同期の森島とともに非職高等商業学校教授となり、同年旧制市立大阪商業学校（現・大阪公立大学）校長兼高等商業学校教授に転じ、大阪商業会議所特別会員なども務めていたが、日清戦争後の1895年（明治28年）に校長を辞職するとともに、非職満期となり、同年三井財閥に入った。
その後、在華紡の先駆けであった上海紡績会社の創立委員会総代から総支配人に就任。三井家同族会秘書課長や主事、書記長、三井合名会社理事を歴任。1906年（明治39年）に設立された財団法人三井慈善病院（現・三井記念病院）では監事を務めた。
1908年（明治41年）の申酉事件では、図師民嘉、村瀬春雄、八十島親徳、宮川久次郎と大学問題実行委員に就任。文部大臣らの説得に尽力し、母校防衛に貢献した。
1914年（大正3年）には如水会創立委員長となり、のちに、同会理事や顧問も務めた。1932年（昭和7年）、那須温泉土地代表取締役。那須ゴルフ代表取締役なども務めた。1942年（昭和17年）2月1日、クルップ性肺炎のため東京市牛込区市谷仲之町（現・東京都新宿区市谷仲之町）の自宅で死去。

## 栄典
- 1891年（明治24年）
  - 6月4日 - フランス共和国オフィシエ・ド・ランストリュクション・ピュブリック（フランス語版）（現・教育功労章）[17]
  - 12月21日 - 従六位[18]

## 親族
子に成瀬達、成瀬雄吾（三井グループ重役）、弘世現がいる。長女・きめ（1888年生）は海江田幸吉（海江田信義三男）の妻。ほかに四男の成瀬日吉（1898年生、文学士）、五男の醍醐大児（1902年生、陸軍騎兵中尉）は醍醐忠直（醍醐忠順の子）の養子。久邇朝尊は曾孫。